# Перешибово
Перешибово — деревня в Тульской области России. С точки зрения административно-территориального устройства входит в Борисовский сельский округ Алексинского района. В плане местного самоуправления входит в состав муниципального образования город Алексин.

## География
Перешибово находится в северо-западной части региона, в пределах северо-восточного склона Среднерусской возвышенности, в подзоне широколиственных лесов, к западу от деревни Борисово. Расположена в 12 км по прямой (20 км по автодорогам) к югу от города Алексин. Через деревню протекает ручей, обозначенный в переписи 1628 года как речка Перешибовка, в настоящее время безымянный. На ряде карт деревня не обозначена.

### Климат
Климат на территории Перешибово, как и во всём районе, характеризуется как умеренно континентальный, с ярко выраженными сезонами года. Средняя температура воздуха летнего периода — 16 — 20 °C (абсолютный максимум — 38 °С); зимнего периода — −5 — −12 °C (абсолютный минимум — −46 °С). Снежный покров держится в среднем 130—145 дней в году. Среднегодовое количество осадков — 650—730 мм.

## История

### Владельцы
- Дозорная книга 1616 г.: Алексей Осипович Одоевцев (Одуевцев)
- В писцовой книге 1628 г. за Алексеем Осиповичем Одоевцевым (Одуевцевым)[3]:

За Олексеем Осиповым сыном Одуевцовым в отчине селцо Перешибово на речке на Перешибовке а в ней двор вотчинников да бобыль.
(двор) Ивашко Софонов да Дорошка Богданов с приемышем с Натанком Васильевым.
Пашни паханые добрые земли десет чет.
Да перелогом тринатцать чети да лесом поросло шестьдесят чет в поле а в дву по тому ж.
Сена двести пятьдесят копен лесу непашенного…
- По переписной книге 1646 г.[4] в деревне был только один двор:

За Данилом Олексеевым сыном Одоевцевым по скаске в вотчине в деревне Перешибовой (во дворе) Крестьянин Дорофейка Дорофеев сын Дорофеев, у нево детей: Несторко, Куземка; да ис той же деревни сказали — збежал бобыль Сысойка Иванов сын Сафонов, //
У нево детей: Сидорка, Илюшка, а збежали де во РНГ (7153 от сотворения мира = 1645) году. И всего за Данилом Одуевцовым двор крестьянской, людей в нём три человека.
- Писцовая книга 1685 г. — за А. Хитрово (вместе с селениями Белолипки и Каргашино)
- Ревизия 1709 г. — в Перешибове 8 дворов, владелица Марья Фёдоровна, вдова Фёдора Александровича Хитрово[5],
- по ревизии 1720 (владелец генерал П. И. Ягужинский) в деревне было 4 двора[6].
- Ревизия 1745 — поручик Егупов
- Исповедная ведомость 1769 — вдова Анна Фёдоровна Юшкова.
- Ревизии 1795 и 1811 — владельцы Юшковы
- Ревизия 1816 г. — крестьяне всех трёх селений (Белолипки, Каргашино, Перешибово) принадлежат девице Прасковье Петровне Юшковой, однако уже на следующий год эти владения дробятся между новыми собственниками.
- Исповедная ведомость 1817 г.: Перешибово числится за помещиком Дмитрием Николаевичем Полевым
- В метрических книгах начала 1820—1821 гг. крестьяне Перешибова принадлежат помещице Дарье Полевой (часть с. Белолипки принадлежит Елене Полевой),
- Исповедные ведомости 1822 и 1824 гг. — Александр Татищев (муж Анны, дочери Дмитрия Полевого)
- В 1830 г. поручица Анна Дмитриевна Татищева (наследница Александра) продаёт деревню своей сестре Елене Дмитриевне Терпигоревой (до замужества Полевой), и в результате этой продажи значительная часть крестьян была переселена в другое место (в последующей ревизии не упоминаются).
- Ревизия 1850 г. — во владении Елены Дмитриевны Терпигоревой (вместе с селениями Белолипки и Пахомово). В ревизии по Перешибову указано, что часть крестьян переселена в дер. Озорново, ныне Меленковского р-на Владимирской области[7].
- Ревизия 1857 г. — во владении капитанши Марьи Петровны Труневской[8]. Переход крестьян от Терпигоревой к Труневской состоялся во второй половине 1856 г. В метриках 1859 г. упоминается смерть от чахотки её мужа, помещика капитана Леонтия Егоровича Труневского в возрасте 55 лет, вместе с которым умерла его новорождённая дочь[9].

### Административное положение
В XVII — начале XVIII века входила в состав Конинского стана Алексинского уезда. На картах XVIII—XIX веков иногда обозначается как сельцо Перешибова или Перешиблово.
По данным 1859 года Перешибово — владельческая деревня 2-го стана Алексинского уезда Тульской губернии при пруде, в 12 верстах от уездного города Алексина, с 11 дворами и 122 жителями (62 мужчины, 60 женщина).
С конца XVIII века до начала XX века относилась к Широносовской волости Алексинского уезда. Как минимум с XVIII века до середины XIX века была приписана к приходу в селе Белолипки, однако со второй половины XIX века приписана к церкви в селе Широносово.
В 1912 году в Алексинском уезде была проведена подворная перепись. Сельцо Перешибово относилась к Перешибовскому сельскому обществу Широносовской волости. Имелось 38 хозяйств бывших крестьян помещицы Труневской (из них 27 наличных приписных и 11 отсутствующих), итого 166 человек (76 мужчин и 90 женщин) наличного населения (из них 36 грамотных и полуграмотных и 5 учащихся).
Имелось 59 земельных наделов, всего 199,6 десятин надельной земли (152,8 десятин пашни, 24,0 — сенокоса, 7,6 десятин леса и 7,7 — кустарника, 2 десятины выгона, 4,2 — усадебной земли и 1,3 — неудобной земли). 10 хозяйств (в основном отсутствующие) сдавали в аренду 37,9 десятин надельной земли; столько же надельной земли своей общины было снято 7 хозяйствами. Итого в пользовании наличных хозяйств находилось 194,8 десятины удобной земли, в том числе 150,2 десятины пашни, 23,6 десятин сенокоса.
Под посевами находилось 111,3 десятины земли (в том числе 3 десятины усадебной), из неё озимая рожь занимала 56 десятин, яровой овёс — 34,7 десятины, чечевица — 9,4 десятины, картофель — 4,4 (частично на усадебной земле), лён — 2,8, конопля — 1,6 (на усадебной земле), гречиха и ячмень — по 1,1 десятины, огородные овощи — 0,2 десятины (на усадебной земле).
У жителей было 26 лошадей, 65 голов КРС, 67 овец и 41 свинья; одно хозяйство держало 2 улья пчёл.
Промыслами занимались 40 человек: 5 — местными (в основном в своём селении) и 35 отхожими (в основном в Москве), из них 7 рабочих по матрасам, 7 столяров, 6 штукатуров, 4 булочника, 3 слесаря, 2 сельских старосты, 2 маляра.

### Советский период
По переписи 1926 года деревня Перешибово входила в состав Борисовского сельсовета Алексинского района Тульской губернии, имелось 35 крестьянских хозяйств и 165 жителей (65 мужчин, 100 женщин). Ко Второй мировой войне число дворов сократилось до 25.
В 1941 году в деревне Борисово Алексинского района оккупанты повесили двух жительниц деревни Перешибово (Соломониду Фрыкину, 35 и Варвару Меркулову, 50) и троих местных жителей по подозрению в связях с партизанами; документ был представлен на Нюрнбергском процессе.

### Современность
Решением исполнительного комитета Тульского областного Совета депутатов трудящихся от 12 апреля 1974 года N 6-188 «Об изменениях в административно-территориальном делении районов области» была исключена из учётных данных. Восстановлена Постановлением Администрации Тульской области от 12 марта 2009 года № 111 «О признании утратившими силу некоторых решений исполнительного комитета Тульского областного Совета народных депутатов». До 2014 года входила в состав Авангардского сельского поселения.
21 июня 2014 года Алексинский муниципальный район и Авангардское сельское поселение были упразднены, деревня Перешибово стала входить в городской округ Алексин.

## Население
| 2010 |
| ---- |
| 0    |

По переписям 2010 и 2021 годов — без населения.
По состоянию на начало XX в. в деревне числились фамилии (в скобках — № двора по последней ревизии 1857 г.; фамилии, не причисленные к дворам, могли относиться к переселенцам после 1861 года): Гвоздёв, Камышов / Камешов (2), Лазарев, Матвеев, Меркулов (11), Морозов(4), Панфилов, Пахомов (10), Пеньков, Першин (7), Привезенцев (1), Фаткин / Фатькин (6), Фирсов, Фрыкин / Хрыкин (8, 9), и др.

## Инфраструктура
На 2025 год имеются 2 новопостроенных частных дома с личным подсобным хозяйством.

## Транспорт
Просёлочная дорога.